# Mustvee
Mustvee é um município urbano estoniano localizado na região de Jõgevamaa.